# Ісаївська сільська рада (Турківський район)
Ісаївська сільська рада — колишній орган місцевого самоврядування у Турківському районі Львівської області. Адміністративний центр — село Ісаї.

## Загальні відомості
Ісаївська сільська рада утворена в 1939 році. Водоймища на території, підпорядкованій даній раді: річка Стрий.

## Населені пункти
Сільській раді були підпорядковані населені пункти:
- с. Ісаї

## Склад ради
Рада складалася з 14 депутатів та голови.

### Керівний склад попередніх скликань
| ПІБ                           | Основні відомості                                                                                      | Дата обрання | Дата звільнення |
| ----------------------------- | --- | ------------ | --------------- |
| Рябінець Володимир Михайлович | Сільський голова, 1950 року народження, освіта середня загальна, безпартійний                          | 26.03.2006   | 31.10.2010      |
| Рябінець Володимир Михайлович | Сільський голова, 1950 року народження, освіта середня загальна, член політичної партії «Наша Україна» | 31.10.2010   |                 |

Примітка: таблиця складена за даними джерела